# Hella Haasse
Hélène "Hella" Serafia Haasse (Jakarta, 1918. február 2. – Amszterdam, 2011. szeptember 29.) holland író, akit gyakran a holland irodalom "Grande Dame"-jeként is emlegetnek, akinek Oeroeg (1948) című regénye alapvető fontosságú volt a holland iskolások generációi számára. Nemzetközileg is elismert magnum opusa a Heren van de Thee, angol fordításban The Tea Lords. 1988-ban Haasse-t választották a holland királynővel 50. születésnapja alkalmából készített interjúra, és az ünnepelt holland író, Adriaan van Dis „a szerzők királynőjének” nevezte.
Haasse rendelkezik az első holland digitális online múzeummal, amelyet egy szerző életének és munkásságának szenteltek. A múzeumot 2008-ban nyitották meg, 90. születésnapján.
Egy kisbolygót róla neveztek el.

## Fiatalkora és tanulmányai
Hélène Serafia Haasse 1918. február 2-án született Bataviában (ma Jakarta), a Holland Kelet-India (Indonézia) fővárosában. Willem Hendrik Haasse (1889–1955) köztisztviselő és író, valamint Katharina Diehm Winzenhöhler (1893–1983) koncertzongoraművész lánya volt. Volt egy testvére, Wim, aki 1921-ben született. A Haasse család nem volt túl vallásos.
Haasse első születésnapja előtt a család Batáviából Buitenzorgba (Bogor) költözött, mert édesanyja egészségének jót tenne az enyhébb éghajlat. 1920-ban a család a hollandiai Rotterdamba költözött, ahol apja ideiglenes munkát kapott a városházán. 1922-ben a család visszaköltözött Indiába, Soerabaja-ba (Surabaya). Haasse itt járt óvodába, majd katolikus általános iskolába, mert ez volt a legközelebbi iskola. Amikor édesanyja megbetegedett, és egy davosi szanatóriumba ment, Haasset először anyai nagyszüleihez küldték Heemstede-be, majd apai nagyszüleihez Baarnba, később pedig egy baarni bentlakásos iskolában maradt. 1928-ban az anyja felépült, és az összes családtag visszaköltözött Indiába Bandoengbe (Bandung).
1930-ban a Haasse család ismét Buitenzorgba költözött, majd egy évvel később ismét Bataviába. Itt a Bataviaas Lyceum középiskolába járt, ahol Haasse az Elcee irodalmi klub aktív tagja lett. 1935-ben a család Hollandiába látogatott, ahol tudomást szerzett a holland és a kelet-indiai társadalom közötti különbségekről. Haasse 1938-ban végzett a Líceumban.
Haasse ezután Hollandiába költözött, hogy hollandul tanuljon. Ezt a tervét gyorsan feladta, és skandináv nyelvet és irodalmat tanult az Amszterdami Egyetemen. Amszterdamban csatlakozott egy diákszínjátszó csoporthoz, és megismerkedett leendő férjével, Jan van Lelyvelddel, aki 1940-ben meghívta a Propria Cures szatirikus magazin szerkesztőjének.

## Holland kelet-indiai irodalom

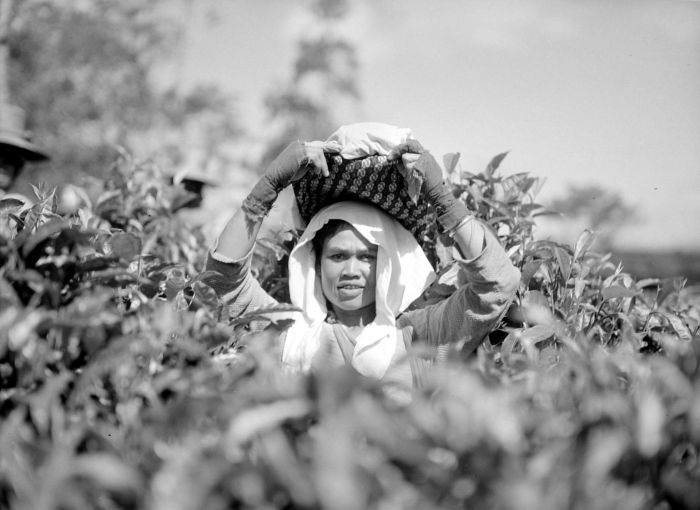
Teaültetvény a Parahyangan-hegységben, Nyugat-Jáva, azon a területen, ahol Haasse The Tea Lords című regénye játszódik.

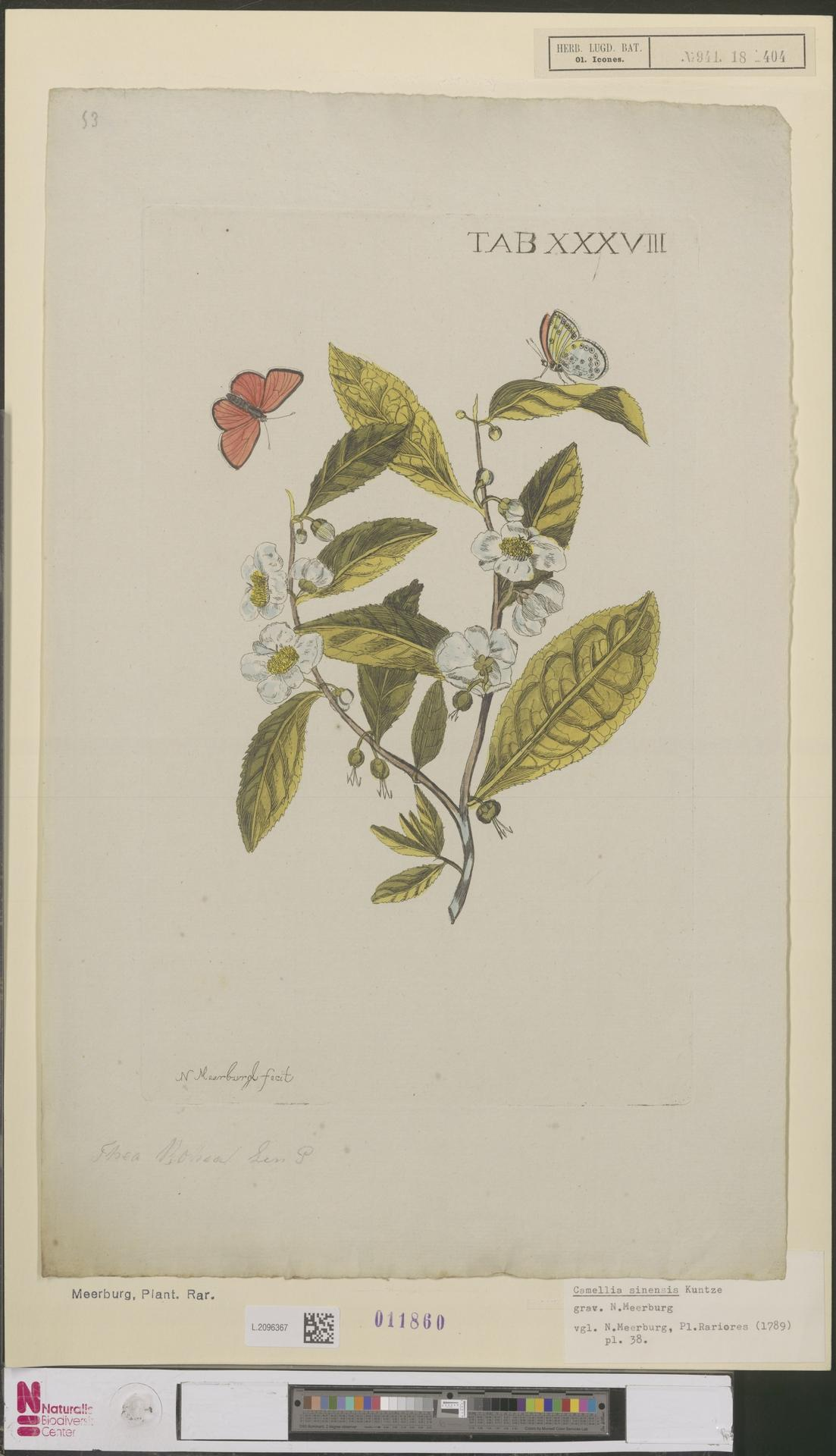
N. Meerburgh: Tea Camellia sinensis Kuntze, 1789, a The Tea Lords című könyv borítóját használta.

Irodalmi munkásságának fontos szegmense a holland indiai irodalom. Debütáló regénye, az Oeroeg (1948) Holland Kelet-Indiában játszódik, ahol Haasse született és élt élete első 20 évének nagy részében. Még több önéletrajzi szöveg és könyv a kelet-indiai életéről továbbra is fontos szerepet játszottak munkásságában: Krassen op een rots (1970) és utolsó regénye, a Sleuteloog (2002), amelyben ugyanaz a téma, mint az Oeroeg-ban: lehetséges-e barátság egy holland gyarmati és egy indonéz gyerek között, és valóban megértik-e egymást?
Az Oeroeg-et jól fogadták, és gyakran újranyomták, de tapasztalt némi vitát a régebbi szerző, Tjalie Robinson kritikai fogadtatása miatt. Az indo (eurázsiai) Tjalie Robinson rámutatott, miért nem találta hitelesnek a történet szereplőit. Sőt, mivel maga Tjalie Robinson akkoriban még a Holland Kelet-Indiában élt, és a hollandok és indonézek közötti testvériség reményében és azon munkálkodott, éles kritikája a könyv defetista jellege ellen irányult.
A könyv alapján készült Oeroeg című filmet 1993-ban mutatták be.
Nemzetközileg elismert Heren van de Thee című műve egy gyarmati történelmi regény, amely a 19. és 20. századi Holland Kelet-Indiában játszódik, a könyvben szereplő teaültetvény-tulajdonosok örököseinek és rokoni kapcsolatainak családi archívuma alapján.

## Díjai
Nagy kereskedelmi sikerét és kritikai elismerését tükrözi az évek során kiosztott számos díj. Első regényéért 1948-ban, valamint utolsó regényéért 2003-ban díjat nyert. Egész addigi életművéért rangos díjak közé tartozik a Constantijn Huygens-díj 1981-ben és a P. C. Hooft-díj 1984-ben. "Annie Romein-díj" és a "Dirk Martens-díj". Kétszer elnyerte az NS Közönségdíját is, és ő az egyetlen szerző, aki háromszor írta meg a tekintélyes "Boekenweekgeschenk" című kiadványt, 1948-ban, 1959-ben és 1994-ben.

## Nemzetközi elismerése

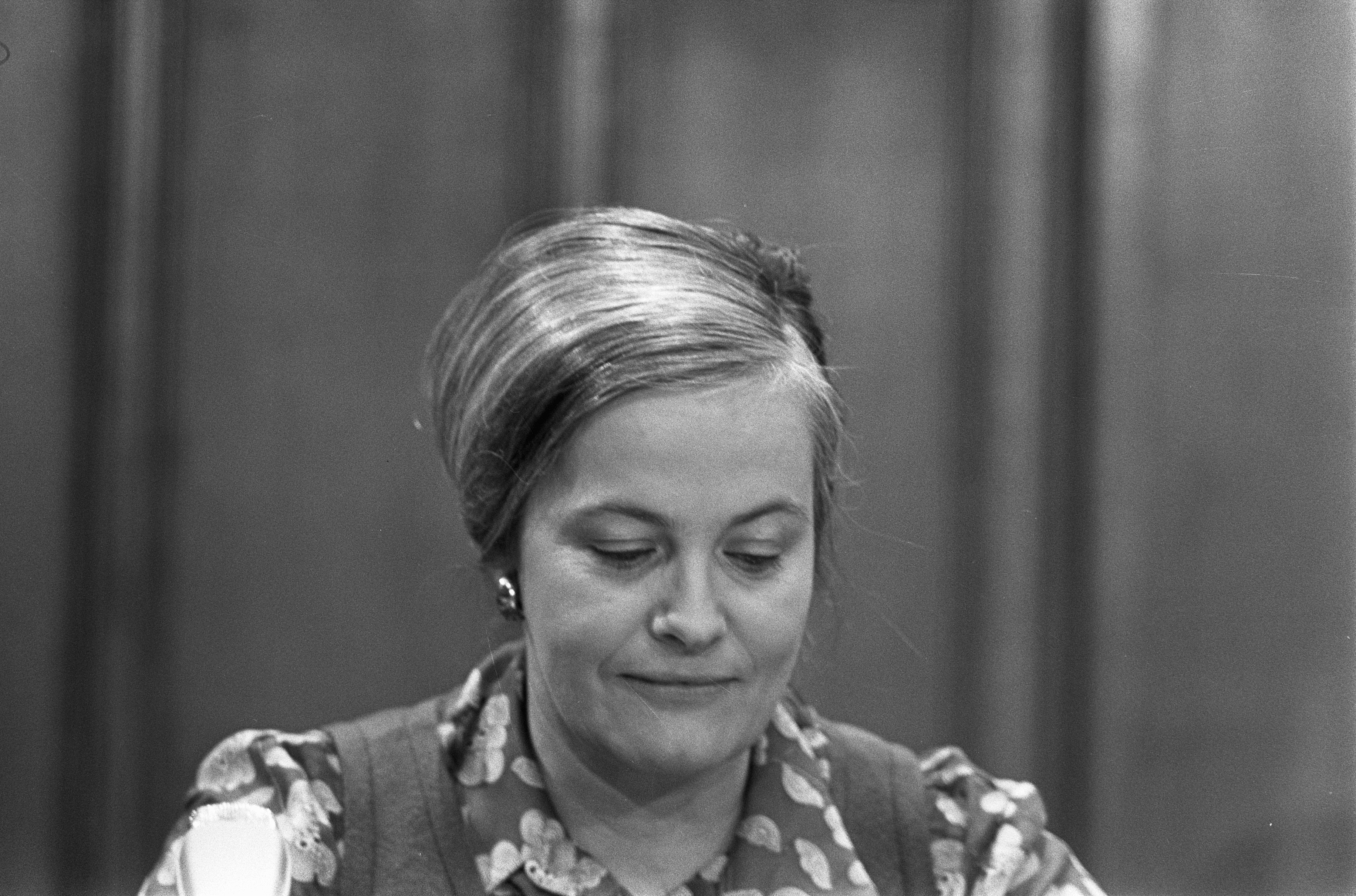
Hella Haasse a Holland Irodalmi Társaság ülésén az amszterdami Királyi Trópusi Intézetben (1970. április 9.)

Haasse sok évig élt Franciaországban (1981–1990), és munkáinak nagy részét lefordították franciára. Az „Académie Française” 1984-ben Haasse-t a Diplôme de médaille Argent oklevéllel tüntette ki. A következő évben előadást tartott a gyarmati irodalomról a Dakari Egyetemen. 2000-ben megkapta az Officier dans l’Ordre de la Légion d'Honneur kitüntetést.
Haasse 1988-ban az Utrechti Egyetemen, 1995-ben pedig a Belga Leuveni Katolikus Egyetemen szerzett tiszteletbeli irodalmi doktori címet. 1987-ben már tiszteletbeli tagságot kapott a Belga Királyi Irodalmi Akadémián (Belgische Koninklijke Academie voor Nederlandse Taal- en Letterkunde) Gentben.
A chilei oktatási minisztérium („El Ministerio de Education de Chile”) 1996-ban „a kultúrához való egyetemes hozzájárulásáért” díjjal tüntette ki.
1989-ben Boston városa „Bostoni Elismerési Oklevelet” (Boston Certificate of Recognition) adományozott neki az In a Dark Wood Wandering című könyvéért: „A Boston városának és lakóinak nyújtott kiemelkedő hozzájárulása elismeréseként és elismeréseként.”
1992-ben Haasse részt vett az IKAPI „Nemzetközi Könyvvásár” megnyitóján Jakartában. Ez volt az utolsó alkalom, amikor meglátogatta szülőhelyét, Jávát, és abban az évben, amikor megjelent a holland indiai irodalmi remekmű, a Heren van de Thee.

## Művei
- Oeroeg - 1948 (translated into English as The Black Lake, 2013)
- Het woud der verwachting – 1949 (translated into English as In a dark wood wandering, 1989)
- De verborgen bron – The hidden source (1950)
- De scharlaken stad – 1952 (translated into English as The scarlet city. A novel of 16th-century Italy, 1952)
- De ingewijden – The incrowd (1957)
- Cider voor arme mensen – Cider for poor people (1960)
- Een nieuwer testament – A newer testament (1966, translated as Threshold of fire. A novel of fifth century Rome, 1993)
- De tuinen van Bomarzo – The gardens of Bomarzo (1968)
- Huurders en onderhuurders – Tenants and Undertenants (1971)
- De Meester van de Neerdaling – The Master of Descent (1973)
- Een gevaarlijke verhouding of Daal-en-Bergse brieven – A dangerous affair or Daal-en-Bergish letters (1976)
- Mevrouw Bentinck – Mrs. Bentinck (1978, 1982 and 1990)
- Charlotte Sophie Bentinck (1978 and 1996)
- De wegen der verbeelding – The roads of imagination (1983)
- Een vreemdelinge in Den Haag – 1984 (translated into English as A stranger in The Hague. The letters of Queen Sophie of the Netherlands to Lady Malet, 1842–1877, 1989)
- Berichten van het Blauwe Huis – Messages from the blue house (1986)
- Schaduwbeeld of Het geheim van Appeltern (1989) – Shadow picture or the Secret of Appeltern
- Heren van de thee – The Lords of Tea (1992) (translated into English by Ina Rilke as  The Tea Lords, 2010. )
- Een handvol achtergrond, 'Parang Sawat' - A handful of background, 'Parang Sawat' (1993, translated into English as Forever a stranger and other stories, including Oeroeg, 1996)
- Transit (1994)
- 1995 – Overeenkomstig en onvergelijkbaar
- 1996 – Toen ik schoolging
- 1996 – Ogenblikken in Valois (essays)
- 1996 – Uitgesproken opgeschreven. Essays over achttiende-eeuwse vrouwen, een bosgezicht, verlichte geesten, vorstenlot, satire, de pers en Vestdijks avondrood
- 1997 – Zwanen schieten
- 2000 – Lezen achter de letters (essays)
- 2000 – Fenrir: een lang weekend in de Ardennen
- 2002 – Sleuteloog, (won Dutch prize: NS-Publieksprijs 2003)
- 2003 – Het dieptelood van de herinnering (autobiographical)
- 2004 – Oeroeg – een begin (facsimile-edition on the occasion of Dutch prize: Prijs der Nederlandse Letteren)
- 2005 – Over en weer (stories)
- 2006 – Het tuinhuis (stories)
- 2006 – Een kruik uit Arelate (available as podcast[30])
- 2007 – Sterrenjacht (1950 Het Parool publication)
- 2007 – De handboog der verbeelding (Interviews)
- 2008 – Uitzicht
- 2011 - Lidah boeaja (reeks Literaire Juweeltjes)
- 2012 - Maanlicht
- 2016 - Irundina (postumusz kiadás, Sylvia Weve(wd) illusztrációival; 1984-ben már megjelent gyűjteményben)

### Magyarul megjelent
- Urug (Oeroeg) – Magvető, Budapest, 1994 (Rakéta regénytár) · ISBN 9631412237 · Fordította: Gera Judit
- Átutazóban. Regény (Transit) – Pont, Budapest, 1987 (Conflux) · ISBN 9638336935 · Fordította: Csikós-Vargha Hedvig, utószó Polcz Alaine

## Fordítás
- Ez a szócikk részben vagy egészben  a   Hella Haasse című angol Wikipédia-szócikk fordításán alapul.  Az eredeti cikk szerkesztőit annak laptörténete sorolja fel. Ez a jelzés csupán a megfogalmazás eredetét és a szerzői jogokat jelzi, nem szolgál a cikkben szereplő információk forrásmegjelöléseként.